# Loïc Henry
Œuvres principales
- Un soupçon d'humanité
- Lame sur les lèvres
- Vert céladon
- Les Océans stellaires
- Loar

Loïc Henry est un auteur français d'origine bretonne, né le 5 novembre 1971.

## Biographie
Loïc Henry est diplômé de l'école d'ingénieurs HEI (Hautes Etudes Industrielles, renommée Hautes Etudes d'Ingénieur, en 2003), option Informatique industrielle, à Lille, en 1994. Dans la cadre d'un échange Erasmus, il a passé sa deuxième année de cycle ingénieur à l'Université de Leeds, au département Electronic and Electrical Engineering. Il est également diplômé du Mastère de Finance Internationale de l'École des hautes études commerciales de Paris (HEC), en 1995. Il est enfin coach professionnel certifié RNCP 7 (ex-RNCP 1, équivalent Master 2), formé à Linkup coaching, en 2017.
Après avoir publié plusieurs nouvelles de science-fiction, en français et en anglais, il se révèle à un public plus large avec Loar (Griffe d'Encre), un roman de space opera. Nommé à plusieurs prix et coup de cœur aux Imaginales 2012, le roman est ensuite publié au format poche (Gallimard-Folio SF) en mars 2013, et reçoit le « Prix Imaginales des Lycéens » en 2014. 
Son second roman de science-fiction, Les océans stellaires (Scrineo), est publié en octobre 2016, puis repris au format poche (Gallimard-Folio SF) en novembre 2018. Il est nommé à la liste finale du Prix Rosny aîné en 2017.
Il est lauréat du Prix Rosny aîné 2018, catégorie Nouvelles, pour Vert céladon (Galaxies Science-Fiction n°49) et finaliste du même prix en 2020, catégories Nouvelles, pour Malaria (Natures, anthologie des Imaginales 2019, Éditions Mnémos).
Son troisième roman, Lame sur les lèvres (Hugo Thriller), est un thriller, publié en mars 2021, directement au format poche.
Son quatrième roman, Un Soupçon d'humanité (Éditions Mnémos, label Mu), est un un récit d'anticipation, publié en mars 2025.

## Œuvres

### Romans
- Un soupçon d'humanité, Éditions Mnémos, Label Mu, 2025
- Lame sur les lèvres, Hugo Publishing, Hugo Thriller, 2021
- Les Océans stellaires, Scrineo, 2016 ; Gallimard-Folio SF, 2018
- Loar, Griffe d'encre, 2011 ; Gallimard-Folio SF, 2013

### Roman court
- Eros ou Thanatos, Griffe d'encre, 2011

### Nouvelles en français
- Courtes répétitions palindromiques, in Galaxies Science-Fiction n°86, 2024
- Perdre ?, in Cent vingt (nouvelles) de Léo Henry, La Volte, 2023 (co-écrit avec Léo Henry)
- Point amphidromique, in Revue Solaris, n°221 (Canada), 2022 (co-écrit avec Ariane Gélinas)
- Les frontières de pluie, in Frontières, Anthologie des Imaginales, Éditions Mnémos, 2021
- Les Îles, in Science et Vie Junior, hors-série n°143 "Océans", 2020
- Infrarouge, in Rouge, Anthologie de Nice Fictions, Les vagabonds du rêve, 2019
- Malaria, in Natures, Anthologie des Imaginales, Éditions Mnémos, 2019
- Le Secret des oasis, in Revue Magazine n°6, 2018
- Le pont, in Dimension Paris, Rivière blanche, 2018 (co-écrit avec Rob Dannot, Tuyêt-Nhung, Sable et Sinople)
- Quart, in Galaxies Science-Fiction n°50, 2017
- Vert céladon, in Galaxies Science-Fiction n°49, 2017
- Quatorze, in Brins d'éternité n°48 (Canada), 2017
- Essaimage, in Destinations, Anthologie des Imaginales, Éditions Mnémos, 2017
- Cousins éloignés, in Dérives fantastiques, Éditions Sombres Rets, 2015
- La Ménestrel des steppes, in La femme dans tous ses états, Mots et légendes no 8, 2014
- Les Graines perdues, in Ouvre-toi !, Griffe d'encre, 2007
- Là-bas, in AOC no 7, 2e prix du concours de nouvelles « Visions du futur », 2007
- Trois matelots, in Contes et légendes revisitées, Parchemins et Traverses, 2006
- Les Miroirs de pluie, in Doubles et miroirs, Éditions de l'Oxymore, 2003
- Les Sœurs, in L’Esprit des Bardes, Nestiveqnen, 2003
- Opale, in Luna Fatalis no 6, 2003
- Semences, 4e prix du concours 85e dimension, catégorie SF, 2002
- Jane Marw, in pleutil.net, 2002

### Nouvelles en anglais
- Celadon Green, in Andromeda's Spaceways : Best of Science Fiction, Volume 2 (Australia), 2010
- Celadon Green, in Andromeda's Spaceways : Issue 33[4] (Australia), 2008

## Prix
- Pour Malaria : finaliste du Prix Rosny aîné 2020, catégorie Nouvelles.
- Pour Vert céladon : lauréat du Prix Rosny aîné 2018, catégorie Nouvelles.
- Pour Les océans stellaires : finaliste du Prix Rosny aîné 2017, catégorie Romans.
- Pour Loar : Prix Imaginales des lycéens[5] 2014 ; Coup de cœur aux Imaginales 2012[6], finaliste du Grand prix de l'Imaginaire[7] 2012.